# هند محمد
هند محمد (22 أبريل 1974 -)، ممثلة سعودية.

## عن حياتها
بدأت كمذيعة في التلفزيون السعودي، ثم شاركت بالأعمال الإذاعية. بدايتها مع التمثيل ذلك عندما رشحها المنتج أيمن الحلواني للمشاركة في فيلم كيف الحال، في عام 2020 نالت دور البطولة في مسلسل الميراث وهو أول سوب أوبرا سعودي في 250 حلقة الأولى منه، وإسندت إليها أدوار هامة مثل «أنيسة» الأم في منهو ولدنا، و«جواهر» في مسلسل خريف القلب.

## أعمالها

### من المسلسلات
- 2008: يا ناس ياهوه.
- 2008: عذاب.
- 2009: عطر.
- 2009: الساكنات في قلوبنا.
- 2009: الخادمة.
- 2010: وش وشة.
- 2010: بيني وبينك 4.
- 2010: بدر وبدرية.
- 2010: فيلم السقوط في الهاوية.
- 2010: فيلم أحلام وردية.
- 2011: قووول في الثمانينات.
- 2011: أيام وليالي.
- 2013: أهل البلد.
- 2014: كلام الناس 3.
- 2014: عندما يزهر الخريف.
- 2014: الحكر.
- 2015: عندما يزهر الخريف 2.
- 2015: سعد وخواته.
- 2015: القصر الكبير.
- 2017: سيلفي 3.
- 2017: مسرحية سوبر كيوت.
- 2018: شير شات.
- 2019: سريع سريع.
- 2019: عناقيد.
- 2019: سوق الدماء.
- 2020: بنات الملاكمة 2.
- 2020: أوريم.
- 2020 - 2021: الميراث.
- 2021: ممنوع التجول.
- 2021: قصص بشر.
- 2022:  من هو ولدنا.
- 2022:  عيال نوف.
- 2024:  ثانوية النسيم
- 2024: الشرار
- 2024: خريف القلب.
- 2024: بنات الثانوي 2

### من الأفلام
- كيف الحال.
- شروق وغروب.

## روابط خارجية
- هند محمد على موقع IMDb (الإنجليزية)
- هند محمد على موقع قاعدة بيانات الأفلام العربية